# Gilberto Angelucci
Gilberto Angelucci Guión (ur. 7 sierpnia 1967 w Turén) – wenezuelski piłkarz występujący na pozycji bramkarza, a także trener.

## Kariera klubowa
Angelucci karierę rozpoczynał w 1985 roku w zespole Portuguesa FC. Po roku spędzonym w tym zespole, odszedł do Deportivo Táchira, a w 1988 roku przeniósł się do Minervén. Jego barwy reprezentował przez 6 lat.
W 1994 roku przeszedł do argentyńskiego San Lorenzo. W sezonie 1994/1995 wywalczył z nim wicemistrzostwo fazy Clausura. Przez 4 lata w barwach San Lorenzo Angelucci rozegrał 29 spotkań.
W 1998 roku wrócił do Deportivo Táchira. Tym razem występował tam przez rok, a potem odszedł do ItalChacao. Po 1,5 roku spędzonym w tym klubie, po raz kolejny został graczem Deportivo Táchira. Następnie grał dla Mineros de Guayana, a na początku 2004 roku trafił do UA Maracaibo. Z tym zespołem wywalczył mistrzostwo Wenezueli (2005), a także dwa wicemistrzostwa tego kraju (2006, 2007). W 2007 roku zakończył karierę.

## Kariera reprezentacyjna
W reprezentacji Wenezueli Angelucci zadebiutował w 1995 roku. W tym samym roku znalazł się w drużynie na Copa América. Na tamtym turnieju, zakończonym przez Wenezuelę na fazie grupowej, nie wystąpił jednak ani razu.
W 2004 roku Angelucci ponownie został powołany do kadry na Copa América. Zagrał na nim w 3 meczach: z Kolumbią (0:1), Peru (1:3) oraz Boliwią (1:1), a Wenezuela odpadła z turnieju po fazie grupowej.
W latach 1995–2005 w drużynie narodowej Angelucci rozegrał 46 spotkań.